# ماتي بوروز
ماتي بوروز (بالإنجليزية: Matty Burrows)‏ هو لاعب كرة قدم بريطاني في مركز الهجوم، ولد في 15 أكتوبر 1985 في Newtownards ‏ في المملكة المتحدة. لعب مع أردز وغلينافون وغلينتوران.

## وصلات خارجية
- ماتي بوروز على موقع قاعدة بيانات كرة القدم.إي يو (الإنجليزية)
- ماتي بوروز على موقع Soccerway.com (الإنجليزية)
- ماتي بوروز على موقع عالم كرة القدم.نت (الإنجليزية)